# ニューヨーク・オブザーバー
ニューヨーク・オブザーバー（The New York Observer）は、アメリカ合衆国で1987年から2016年まで発行されていた週刊の新聞である。2016年に印刷版の発行を中止してオンライン版のみの発行に移行し、タイトルをオブザーバー(Observer)に変更した。現在では、文化、不動産、メディア、政治、エンターテインメント、出版業界に焦点を当てたメディアサイトとなっている。2017年1月現在、編集長のメアリー・フォン・アウエ(Mary von Aue)が編集チームを率いている。

## 歴史
『ニューヨーク・オブザーバー』は、元投資銀行家のアーサー・L・カーターによって週刊紙としてニューヨークで創刊された。なお、1823年にシドニー・エドワーズ・モールスが同名の宗教新聞を発行していたが、これとは無関係である。
2006年7月には、当時25歳だったアメリカの不動産家ジャレッド・クシュナーに買収された。同紙は当初、ブロードシート版で発行され、その後タブロイド版となり、現在はオンライン形式のみとなっている。本社はマンハッタンのホワイトホール・ストリート1番地である。
この新聞は、テレビドラマ『セックス・アンド・ザ・シティ』の原作となった、マンハッタンの社会生活をテーマにしたキャンディス・ブシュネルのコラムを掲載していたことで知られている。この新聞は、サーモンピンクの紙を使いスケッチ風のイラストが入っており、視覚的にも目立っていた。ヘンリー・ロリンズは、この新聞を「不思議なほどピンク色の新聞」と表現した。2014年に白い紙に切り替わった。
印刷版の発行は2016年11月9日号で終了した。発行元のオブザーバー・メディア社は、名称から「ニューヨーク」を外した「オブザーバー」という名称のオンラインサイトを運営している。
印刷版の廃止は、クシュナーの義父のドナルド・トランプが2016年の大統領選挙で勝利した翌日に行われた。クシュナーはトランプ政権で上級顧問を務めている。クシュナーはオブザーバー・メディアの残りのオンライン資産の所有権を家族信託に移し、義兄のジョセフ・メイヤーが発行者としての役割を引き継いだ。
2018年1月8日、オブザーバー社の新社長に、ニューズウィーク・メディア・グループの元グローバルチーフマーケティングオフィサーであるジェームズ・カークリンスが就任することが発表された。

## 政治的姿勢
この新聞は、2016年の大統領共和党予備選挙で大統領候補のドナルド・トランプを正式に支持した数少ない新聞の一つとして注目された。この新聞のオーナーであり、当時の発行人であったジャレッド・クシュナーは、ドナルド・トランプの義理の息子であり、クシュナーはトランプの選挙運動のアドバイザーを務めていた。トランプが共和党の大統領候補に選出された後は、支持を表明することはなくなった。